# Новоракитка
Новоракитка — посёлок в Ужурском районе Красноярского края России. Входит в состав Крутоярского сельсовета.

## География
Посёлок расположен в 49 км к северу от районного центра Ужур.

## История
В 1976 г. Указом Президиума ВС РСФСР поселок отделения № 4 Андроновского совхоза переименован в Новоракитка.

## Население
| 2010 |
| ---- |
| 265  |